# Alessandro Fortis
Alessandro Fortis (Forlí, 16 de septiembre de 1842 - Roma, 4 de diciembre de 1909) fue un político y Presidente del Consejo de Ministros de Italia de Italia entre 1905 y 1906.
Fue militante de las formaciones de Garibaldi combatiendo en Trentino en 1866 entre otros lugares. Convirtiéndose en un partidario de la monarquía se convierte en subsecretario de Interior en el gobierno de Francesco Crispi y ministro de Agricultura con Luigi Pelloux. Sin embargo, se enfrenta a Pelloux, pasando a ser aliado de Giovanni Giolitti, apoyando de esa forma los gobiernos del propio Giolitti y de Giuseppe Zanardelli a principios del siglo XX.
El 28 de marzo de 1905, bajo las indicaciones de Giolitti, formó gobierno, teniendo que afrontar sobre todo la nacionalización del ferrocarril. Su gobierno no llegó a cumplir un año. La Cámara de Diputados rechazó un tratado comercial con España que conllevó la dimisión del gobierno de Fortis. Al poco tiempo, presentó un nuevo gobierno que no pudo conseguir la confianza de la cámara, obligando a Fortis a dimitir definitivamente.
| Predecesor: Tommaso Tittoni | Presidente del Consejo de Ministros del Reino de Italia 1905 - 1906 | Sucesor: Sidney Sonnino |

- Datos: Q728920
- Multimedia: Alessandro Fortis / Q728920